# Anthony Richardson
Anthony Richardson (geboren am 22. Mai 2002 in Miami, Florida) ist ein US-amerikanischer American-Football-Spieler auf der Position des Quarterbacks. Er spielte College Football für die Florida Gators und wurde im NFL Draft 2023 an vierter Stelle von den Indianapolis Colts ausgewählt.

## Frühe Jahre und College
Richardson wurde in Miami geboren und zog 2013 mit seiner Familie nach Gainesville, Florida, wo er die Eastside High School besuchte. Dort spielte er Basketball und Football. Richardsons letzte Highschoolsaison wurde für die bislang nicht veröffentlichte vierte Staffel der Serie QB 1: Beyond The Lights dokumentiert. Ab 2020 ging er auf die University of Florida in Gainesville, um College Football für die Florida Gators zu spielen. Er absolvierte zunächst ein Redshirtjahr, in dem er lediglich zu Kurzeinsätzen kam. In der Saison 2021 war Richardson Ersatzquarterback für Emory Jones und wurde nach unzureichenden Leistungen von Jones im Oktober gegen die LSU Tigers für ihn eingewechselt, dabei warf er drei Touchdownpässe und erlief einen Touchdown selbst. Für das Spiel gegen die Georgia Bulldogs wurde Richardson erstmals zum Starter ernannt. Er brachte 12 von 20 Pässen für 82 Yards an und erlief 26 Yards bei 12 Versuchen. Dabei unterliefen Richardson mit einem Fumble und zwei Interceptions drei Ballverluste, bevor er wegen einer Gehirnerschütterung vorzeitig ausgewechselt werden musste. Vor dem folgenden Spiel gegen die South Carolina Gamecocks verletzte er sich beim Tanzen und fiel für knapp einen Monat aus. Aufgrund einer Meniskusverletzung aus der Highschoolzeit unterzog er sich im Dezember einer Operation und verpasste daher auch das letzte Spiel der Saison.
Richardson erstes Jahr als Starter begann mit einem 29:26-Sieg über die favorisierten Utah Utes, bei dem er 17 von 24 Pässen für 168 Yards anbrachte und mit 11 Läufen für 106 Yards und drei Touchdowns vor allem im Laufspiel glänzte. In den nächsten beiden Spielen warf er jeweils zwei Interceptions und absolvierte bis Mitte Oktober kein Spiel ohne einen Pass in die Hände des Gegners. Insgesamt brachte er in der Saison lediglich 53,8 % seiner Pässe an und warf 17 Touchdownpässe bei neun Interceptions. Richardson verzichtete auf das Bowl Game zum Saisonabschluss und gab im Dezember 2022 seine Anmeldung für den kommenden NFL Draft bekannt.
Richardson galt als eines der polarisierendsten Talente im NFL Draft 2023. Trotz seiner inkonstanten Leistungen am College und einer mit 54,7 % deutlich unterdurchschnittlichen Quote an erfolgreichen Pässen wurde er durch sein hohes Potential als Dual-Threat-Quarterback, seine Athletik und seine Armstärke teils als möglicher First-Overall-Pick eingeschätzt, teils aber auch als Zweit- bis Drittrundenpick.
| 2020                         | Florida | 3  | 1–2     | 50,0 | 27   | 1  | 1  | 228,4 | 7   | 61   | 8,7 | 0  |
| 2021                         | Florida | 7  | 38–64   | 59,4 | 529  | 6  | 5  | 144,1 | 51  | 409  | 7,9 | 3  |
| 2022                         | Florida | 12 | 176–327 | 53,8 | 2549 | 17 | 9  | 131,0 | 103 | 654  | 6,3 | 9  |
| Gesamt                       | Gesamt  | 22 | 215–393 | 54,7 | 3105 | 24 | 15 | 133,6 | 161 | 1116 | 6,9 | 12 |
| Quelle: sports-reference.com |         |    |         |      |      |    |    |       |     |      |     |    |

## NFL
Im NFL Draft 2023 wurde Richardson an vierter Stelle von den Indianapolis Colts ausgewählt. Mitte August 2023 wurde Richardson zum Starting-Quarterback der Colts für die Saison 2023 ernannt, dabei erhielt er den Vorzug vor Gardner Minshew. Bei seinem NFL-Debüt am ersten Spieltag unterlag er den Jacksonville Jaguars mit 21:31. Dabei brachte Richardson 24 von 37 Pässen für 223 Yards an und warf einen Touchdownpass sowie eine Interception. Zudem erlief er 40 Yards und einen Touchdown bei zehn Versuchen. In sein zweites NFL-Spiel – gegen die Houston Texans – startete Richardson mit zwei erlaufenen Touchdowns. Allerdings musste er die Partie wegen einer Gehirnerschütterung bereits im zweiten Viertel vorzeitig verlassen. Daher verpasste Richardson auch die Partie gegen die Baltimore Ravens am dritten Spieltag. Seine Saison endete bereits am fünften Spieltag vorzeitig, als er sich gegen die Tennessee Titans an der Schulter seines Wurfarms verletzte, was eine Operation erforderlich machte. Für den Rest der Spielzeit wurde Richardson daher von Minshew vertreten.
NFL-Statistiken
| 2023                               | IND    | 4  | 4  | 50–84   | 59,5 | 577  | 3  | 1  | 87,3 | 25  | 136 | 5,4 | 4  |
| 2024                               | IND    | 11 | 11 | 126–264 | 47,7 | 1814 | 8  | 12 | 61,6 | 86  | 499 | 5,8 | 6  |
| Gesamt                             | Gesamt | 15 | 15 | 176–348 | 50,6 | 2391 | 11 | 13 | 67,8 | 111 | 635 | 5,7 | 10 |
| Quelle: pro-football-reference.com |        |    |    |         |      |      |    |    |      |     |     |     |    |